# Downingtown
Downingtown település az Amerikai Egyesült Államok Pennsylvania államában, Chester megyében. Lakosainak száma 7892 fő (2020. április 1.).

## Népesség
A település népességének változása:

| 2010 | 7 891 |
| 2020 | 7 892 |